# Rags Ragland
Rags Ragland (23 de agosto de 1905; 20 de agosto de 1946) fue un humorista y actor de carácter estadounidense. 
Nacido en Louisville, Kentucky, su verdadero nombre era John Lee Morgan Beauregard Ragland. Ragland inició su carrera en el género burlesque, en el cual fue uno de los humoristas de los famosos espectáculos de Minsky's Burlesque. Una de las estrellas de estriptis de Minsky, Georgia Sothern, le recordaba en sus memorias escritas en 1971, considerándole un buen amigo y el humorista más divertido que los Minskys habían nunca producido. 
Con el declinar del estilo clásico del burlesque, Ragland se inició en el cine, interpretando a zoquetes de buen carácter en varios filmes. Trabajó únicamente para Metro-Goldwyn-Mayer, empezando con  el film de 1942 Panama Hattie, en el cual repetía un papel ta interpretado por él en Broadway, con Ann Sothern haciendo el papel que interpretaba en el teatro Ethel Merman. Ragland actuó en unas dos docenas de comedias y musicales para MGMdies, junto a intérpretes como Bud Abbott y Lou Costello, Lucille Ball, Judy Garland, Gene Kelly, Frank Sinatra, Red Skelton, y otros.
Antes de dedicarse a actuar, Ragland fue camionero y boxeador. Su último film fue The Hoodlum Saint (1946), protagonizado por William Powell, Esther Williams y Angela Lansbury. 
Ragland falleció en Los Ángeles, California, de forma súbita a causa de una uremia tres días antes de cumplir 41 años. A su funeral asistieron numerosas celebridades de Hollywood, incluyendo a Frank Sinatra, que cantó en el mismo.